# Iberodon quadrituberculatus
Iberodon quadrituberculatus — вид дрібних викопних ссавців родини Pinheirodontidae ряду Багатогорбкозубі (Multituberculata). Тварина існувала на початку юрського періоду (161–151 млн років тому) на території сучасної Європи. Скам'янілі рештки знайдені у пластах Алькобака в Португалії, у тих же відкладеннях знайдено залишки динозаврів. Відомий лише по двох знахідках зубів.